# Sweep of Days
Sweep of Days é um álbum da banda Blue Foundation, lançado em 2005. A canção Save This Town, está presente na trilha sonora da série The O.C.

## Faixas
1. History - 0:57
2. As I Moved On - 4:01
3. End Of The Day (Silence) - 4:04
4. Ricochet - 6:00
5. 02.17 - AM 3:00
6. Embers - 5:26
7. Bonfires - 4:14
8. Yellow Man - 3:36
9. Shine - 4:46
10. Save This Town - 3:47
11. Sweep (Album Version) - 10:51
12. My Day - 9:56